# District de Hoai Duc
Hoai Duc (vietnamien : Hoài Đức) est un district rural (Huyện) de Hanoï dans la région du Delta du Fleuve Rouge au Viêt Nam.

## Galerie

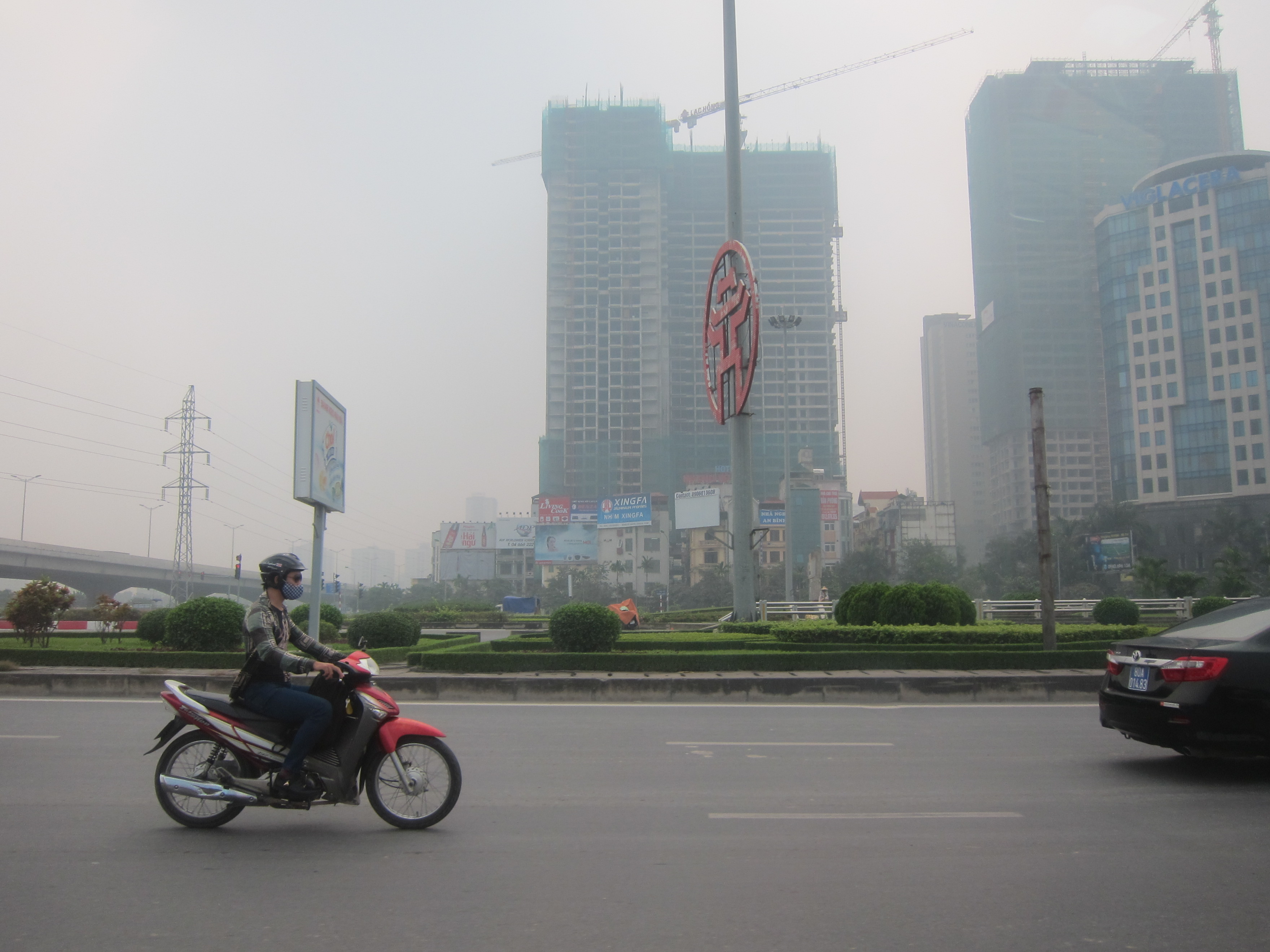
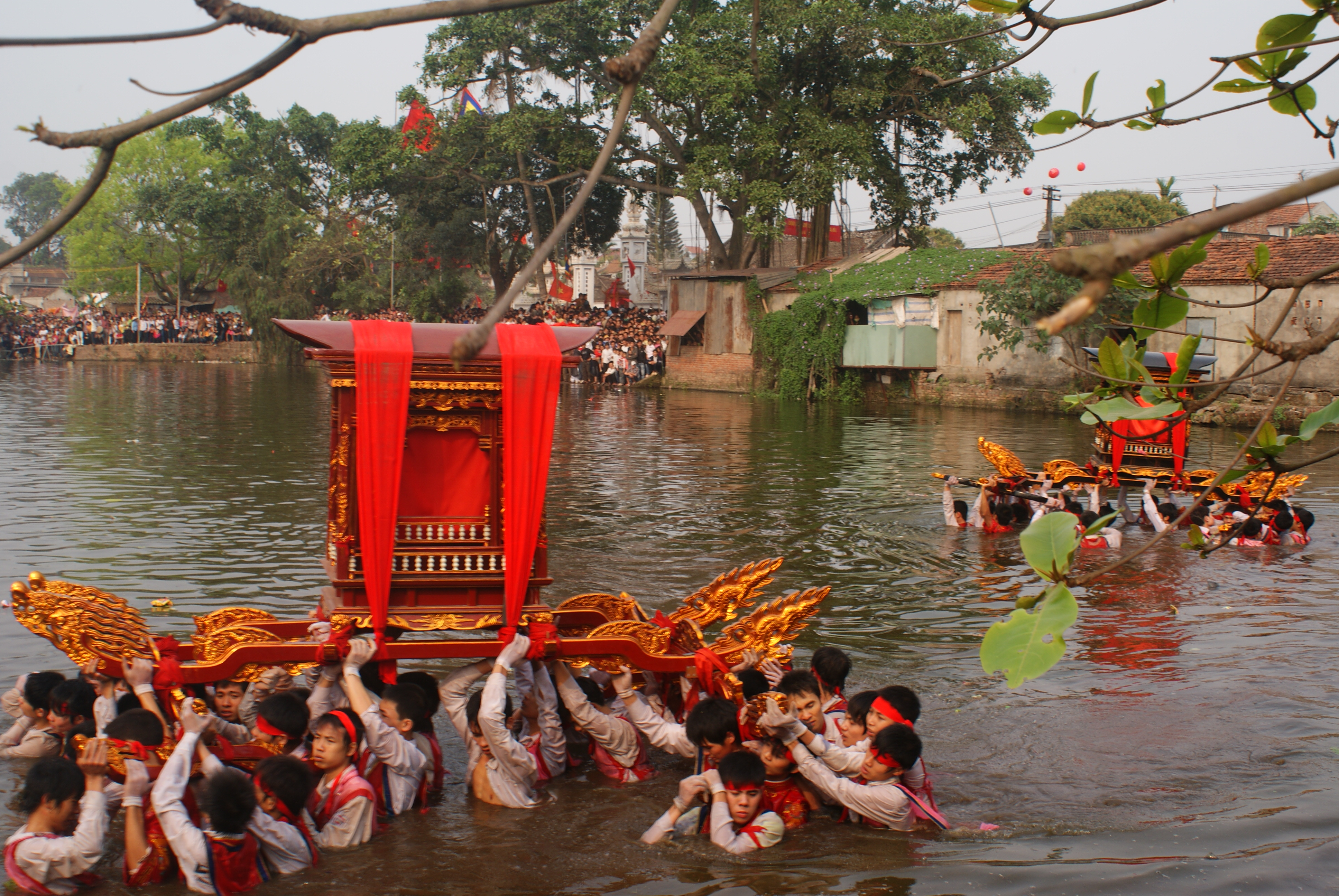